# 朦朧体
朦朧体（もうろうたい）または、縹緲体（ひょうびょうたい）は、明治時代に確立された没線彩画の描絵手法。

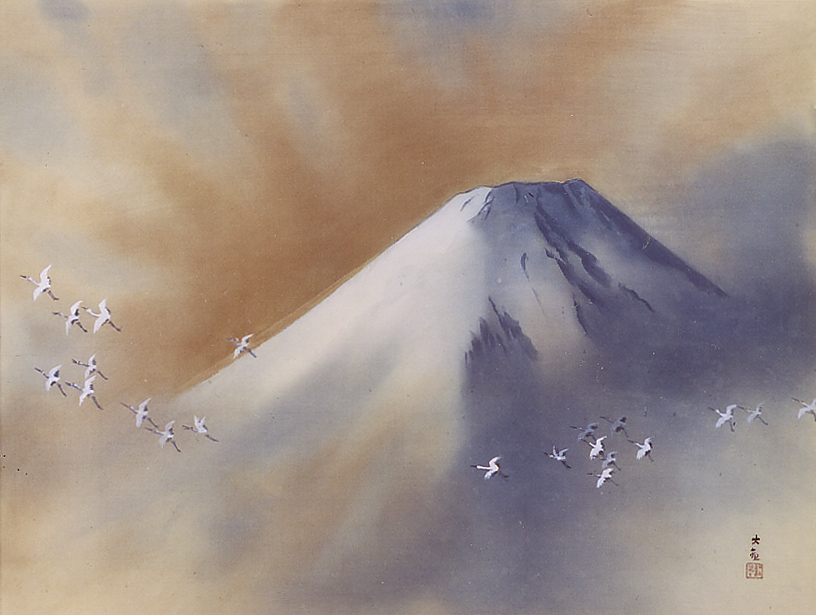
横山大観「霊峰飛鶴」（1958年）

## 概要

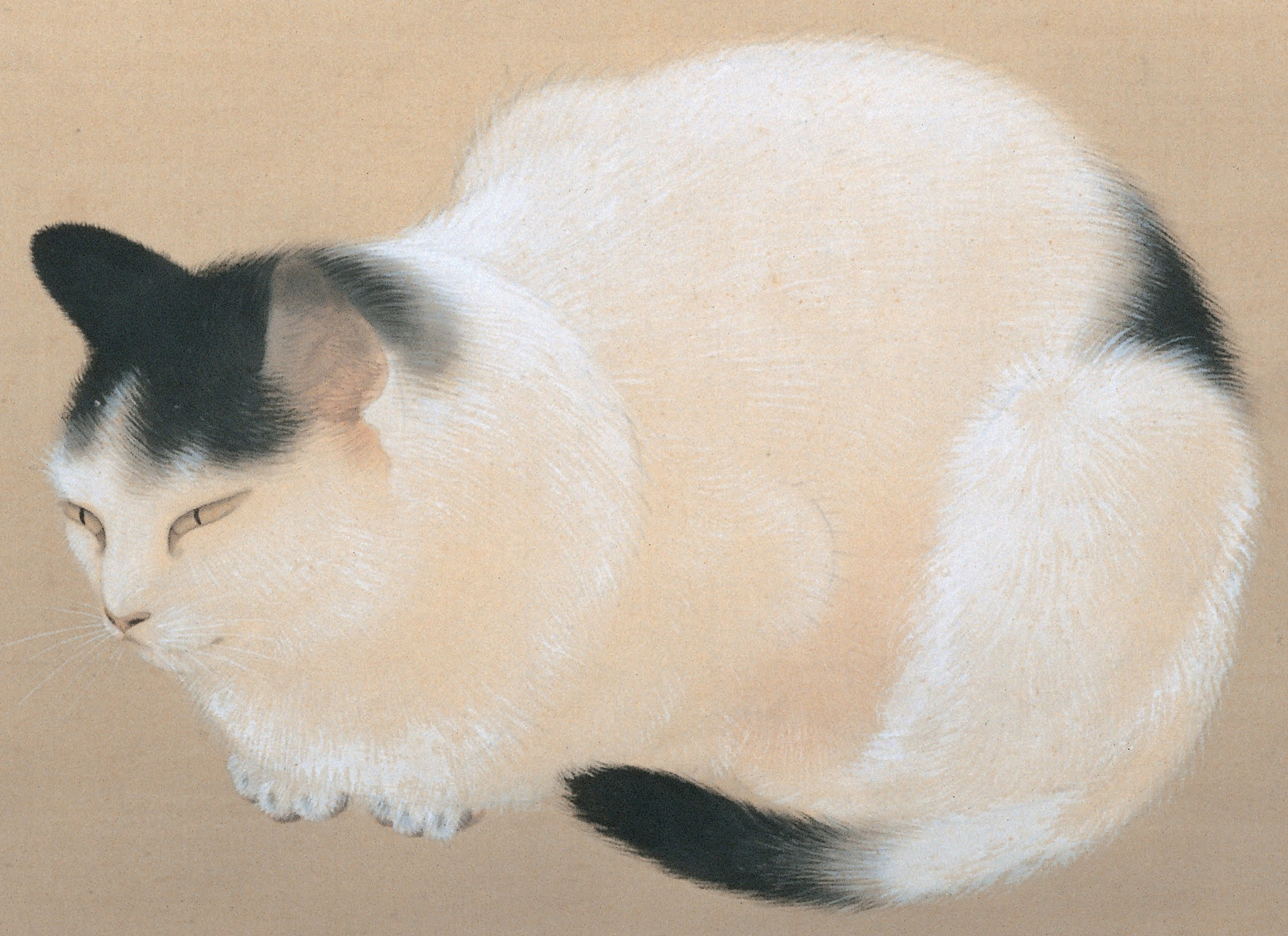
菱田春草「猫梅」（1906年）をトリミングしたもの

岡倉覚三（天心）の指導の下、横山大観、菱田春草等によって試みられた没線描法である。洋画の外光派に影響され、東洋画の伝統的な線描技法を用いず、色彩の濃淡によって形態や構図、空気や光を表した。絵の具をつけず水で濡らしただけの水刷毛を用いて画絹を湿らせ、そこに絵の具を置き、空刷毛で広げる技法、すべての絵の具に胡粉を混ぜて使う技法、東洋画の伝統である余白を残さず、画絹を色彩で埋め尽くす手法などが用いられた。

### 名称の由来
日本画の新しい表現の試みであったが、明瞭な輪郭をもたないなどと理解されず、評論家からは悪意をもって呼ばれた。

## 影響
西洋絵画の浪漫主義的風潮を背景とした造形と正面から対峙し、日本画に近代化と革新をもたらした。
朦朧体によって生じる混濁した暗い色彩は、評論家から「幽霊画」と酷評されていた。この弱点を克服すべく大観と春草は、欧米外遊の際、発色の良い西洋絵具を持ち帰り、没線彩画描法を考案した。菱田春草の《落葉》や《黒き猫》。
| 菱田春草「落葉」1909年 |  | 菱田春草「落葉」1909年 |
| 菱田春草「落葉」1909年 |  |                        |

| 横山大観「群青富士」1917年～1918年 |  | 横山大観「群青富士」1917年～1918年 |
| 横山大観「群青富士」1917年～1918年 |  |                                    |

横山大観の《流橙》や《群青富士》等、その後の傑作へと繋がる明瞭な色彩表現を可能にし、大観と春草の試みはようやく肯定的な評価を得るようになる。
欧米においては，西洋画家のジェームズ・マクニール・ホイッスラー〔James McNeill Whistler〕（1834-1903）の「ノクターン」シリーズになぞらえて評価された。

## 作品例
横山大観
- 《菜の葉》明治33年(1900)
- 《菜の花歌意》明治33年(1900) 個人蔵[4]
- 《朧月》明治33年(1900) 福岡市美術館蔵[5]
- 《月下牧童》明治34年(1901) 滋賀県立美術館蔵[6]

菱田春草
- 《秋景(渓山紅葉)》明治32年(1899) 島根県立美術館蔵
- 《菊慈童》明治33年(1900) 飯田市美術博物館蔵

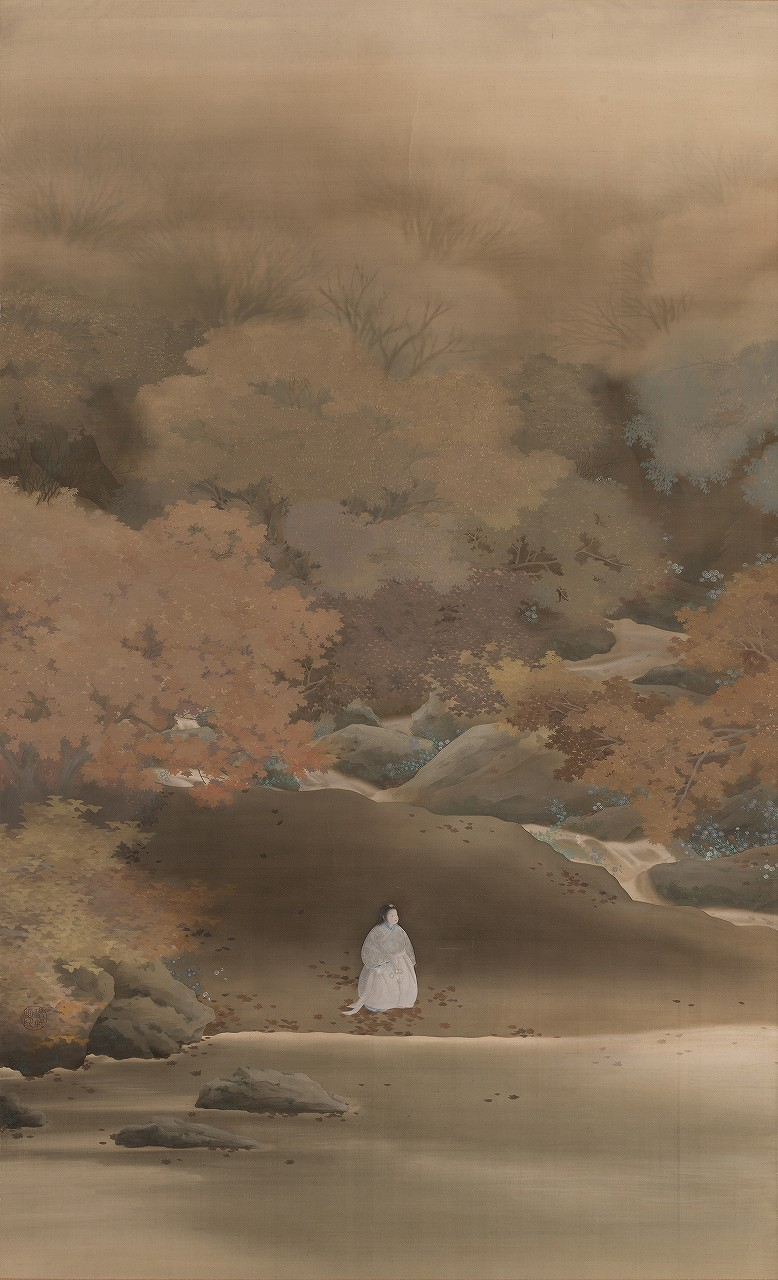
菱田春草『菊慈童』

- 《蘇李訣別》明治34年(1901) 個人蔵
- 《王昭君》明治35年(1902) 善寶寺蔵
- 《霊昭女(端妍)》明治35年(1902) 飯田市美術博物館蔵[9]